# Томислав Маринковић
Томислав Маринковић (Липолист, 8. фебруар 1949 — Београд, 9. август 2025) био је српски песник.

## Награде
За песму „Бројеви“ Томислав Маринковић добио је награду „Заплањски Орфеј“ на „Миљковићевим поетским свечаностима“ у Гаџином Хану. Члан је Удружења књижевника Србије од 1985. године и Српског књижевног друштва од 2007. Превођен је на руски, јапански, шпански и друге језике, заступљен је у антологијама савремене српске поезије.
Добитник је Дисове награде за 2016. годину

## Дела
- Двојник, 1983.
- ИЗВЕСНО ВРЕМЕ, 1989.
- СТИХОВИ, 1991.
- СУМЊА У ОГЛЕДАЛО, 1996, (Просвета)
- ШКОЛА ТРАЈАЊА, 2003, (Повеља Краљево), Награда „Бранко Миљковић“
- СВЕТ НА КОЖИ, 2007, (Повеља Краљево)
- ОБИЧАН ЖИВОТ, 2011, ( Културни центар Нови Сад), Награда „Васко Попа“ и „Мирослав Антић“,
- ПУТОВАЊА КРОЗ БЛИЗИНЕ (избор), 2013.(Културни центар Нови Сад)
- НЕВИДЉИВА МЕСТА, 2015. (Повеља Краљево)